# Aéroport de Florø
Pour les articles homonymes, voir FRO.
L'aéroport de Florø (norvégien : Florø lufthavn, (code IATA : FRO • code OACI : ENFL)) est un aéroport régional desservant Florø en Norvège. Il est situé sur la rive sud de l'île de Florelandet, à proximité du centre-ville. Appartenant et exploités par la société d'état Avinor, il dispose d'une piste de 1 264 mètres. L'aéroport a accueilli environ 120 000 passagers en 2021, faisant de lui un aéroport important dans sa région.
La construction d'un aéroport à Florø débute à l'automne 1956, mais elle est interrompue en décembre de la même année. Finalement, le Storting décide de construire un aéroport à Florø. L'aéroport de Florø est inauguré le 28 juillet 1971 par le ministre des Transports Reiulf Steen.

## Statistiques
Pour des raisons techniques, il est temporairement impossible d'afficher le graphique qui aurait dû être présenté ici.

Voir la requête brute et les sources sur Wikidata.

## Compagnies aériennes et destinations
| Compagnies           | Destinations                                    |
| -------------------- | ----------------------------------------------- |
| Bristow Helicopters  | Deepsea Stavanger, Gjøa, Snorre A and B, Visund |
| Danish Air Transport | Oslo-Gardermoen                                 |
| Widerøe              | Bergen                                          |

Édité le 03/03/2019  Actualisé le 24/02/2023

## L'avenir
Avinor envisage des mesures pour élargir l'aéroport, tout en le renforcant avec par exemple la fermeture des aéroports de Førde et de Sandane. Cela permettrait à de plus gros avions d'opérer sur Florø vers Oslo avec une baisse sensible du prix des billets et d'éliminer le besoin de subventions.